# Sergej Pavlovič Koroljov
Sergej Pavlovič Koroljov [sergéj pávlovič koroljóv] (rusko Серге́й Па́влович Королёв, ukrajinsko Сергі́й Па́влович Корольо́в (Королів)), sovjetski raketni inženir in oblikovalec, Žitomir, Volinska gubernija, Ruski imperij (danes Žitomirska oblast, Ukrajina), * 12. januar (30. december 1906, ruski koledar) 1907, † 14. januar 1966, Moskva, Sovjetska zveza (danes Rusija).

## Življenje in delo
Koroljov je bil glavni sovjetski raketni inženir med vesoljsko tekmo tedanjih velesil ZDA in Sovjetske zveze v 50. in 60. letih 20. stoletja. Z razliko od njegovega ameriškega kolega von Brauna so v sovjetskem vesoljskem programu njegovo osrednjo vlogo pri njem kot skrivnost strogo varovali vse do njegove smrti. Celotno obdobje poteka programa je bil znan le kot »Glavni oblikovalec«.
Čeprav je bil Koroljov izučen kot oblikovalec letal, sta se njegova največja nadarjenost in sposobnost pokazali pri povezovanju snovanja, organizaciji in strateškem načrtovanju. Kot nedolžna žrtev Stalinovih čistk leta 1938 je bil obsojen za šest let. Pri tem je tudi preživel nekaj mesecev v sibirskem gulagu. Po izpustitvi je postal oblikovalec raket in ključna osebnost razvoja sovjetskega programa medcelinskih balističnih raket (ICBM). Nato so ga določili za vodjo sovjetskega vesoljskega programa, ki je nadziral zgodnje uspehe programov Sputnik in Vostok. V letu 1966 je Koroljov zaradi šušmarskega kirurškega posega skupine zdravnikov pod vodstvom sovjetskega ministra za zdravstvo, ki si ga je za ta poseg sam izbral, nepričakovano zgodaj umrl. V tem času je Sovjetska zveza že začela izvajati načrt Koroljova za pristanek človeka na Luni, ki naj bi ga uresničila še pred Američani, a ga zaradi velikanskih tehničnih in denarnih težav ni, medtem ko je Američanom uspelo v letu 1969. V bližini Moskve so po njem poimenovali največje znanstveno mesto v Rusiji, Koroljov.